# Васил Михилски
Васил Стоянов, наричан Михилски по името на родното си село, е участник в Четата на Таньо войвода през 1876.

## Биография
Васил Стоянов е роден в Михилци, Карловско. Родната му къща често е подслон за националреволюционерите Васил Левски или куриерът Минчо Хаджинедев. Левски посочва Васил Стоянов за подкуриер на района и го снабдява с кожена куриерска чанта с две дъна – за официалната и неофициалната поща. След гибелта на Апостола и преследванията през 1873 Васил Стоянов бяга в Румъния. През 1876 се включва в четата на Таньо войвода в Турну Мъгуреле или Олтеница. След разгрома на четата заедно с Руси Мирчев се добират до Сухиндол и се крият около два месеца из лятната гора. В схватка с потеря на 22 юли 1876 при днешното Красно градище Руси е убит, а Васил заловен и откаран в Севлиево, а след това в затвора на Търновския конак, където дочаква амнистия.
След Освобождението Васил Стоянов остава на военна служба като куриер при щаба на княз Александър Батенберг и като такъв участва в Сръбско-българската война през 1885. По-късно взема участие и в борбите за освобождението на Македония. Оставил е потомци, но имената им не са известни.